# Walter Jahnke
Walter Jahnke (* 18. Februar 1914 in Wolgast, Landkreis Greifswald; † 13. August 1988 in Wuppertal) war ein deutscher Politiker, Lehrer, Stadtverordneter in Wuppertal und Mitglied des Landtages Nordrhein-Westfalen.

## Leben
Walter Jahnke besuchte nach seinem Abitur 1932 auf einem Reformgymnasium die Hochschule für Lehrerbildung in Lauenburg und legte seine 1. und 2. Lehrerprüfung ab. Bereits zum 1. Mai 1932 war er der NSDAP beigetreten (Mitgliedsnummer 1.161.119). Er war darauf als Lehrer im Kreis Lauenburg und im Kreis Bütow tätig. Jahnke legte die staatliche Prüfung für das Lehramt an Realschulen ab und war ab 1953 Realschullehrer in Wuppertal-Elberfeld. Er wurde dann Dozent an der Volkshochschule Wuppertal und lehrte Französisch und Themenkreise der politischen Bildung.
Er war Mitglied der SPD und Distriktvorsitzender in Wuppertal-Unterbarmen ab 1953. Er war Mitglied der Gewerkschaft Erziehung und Wissenschaft ab 1949 und ab 1956 Stadtverordneter in Wuppertal. Er war Mitglied im Rundfunkrats des WDR und Mitglied der Landschaftsversammlung Rheinland seit 1956.
Jahnke war vom 21. Juli 1962 bis 25. Juli 1970 Mitglied des Landtags in Nordrhein-Westfalen. Er wurde in der 5. Wahlperiode im Wahlkreis 053 Wuppertal I und in der 6. Wahlperiode im Wahlkreis 056 Wuppertal I direkt gewählt.

## Ehrungen
Walter Jahnke wurde 1974 mit dem Ehrenring der Stadt Wuppertal ausgezeichnet.